# Yakisoba
Yakisoba (焼きそば?), cu înțelesul literal de "tăiței prăjiți", este o mâncare vândută adesea la festivaluri în Japonia, dar care își are originile în China. Mâncarea a fost derivată din tradiționalul chinezesc chow mein, dar a fost integrată mai tare în bucătaria japoneză, precum s-a întâmplat și cu ramen. Chiar dacă cuvântul soba (tăiței japonezi făcuți din hrișcă) face parte din denumirea, yakisoba, tăițeii nu sunt facuți din hrișcă, ci sunt similari cu cei din ramen, făcuți din făină de grâu.

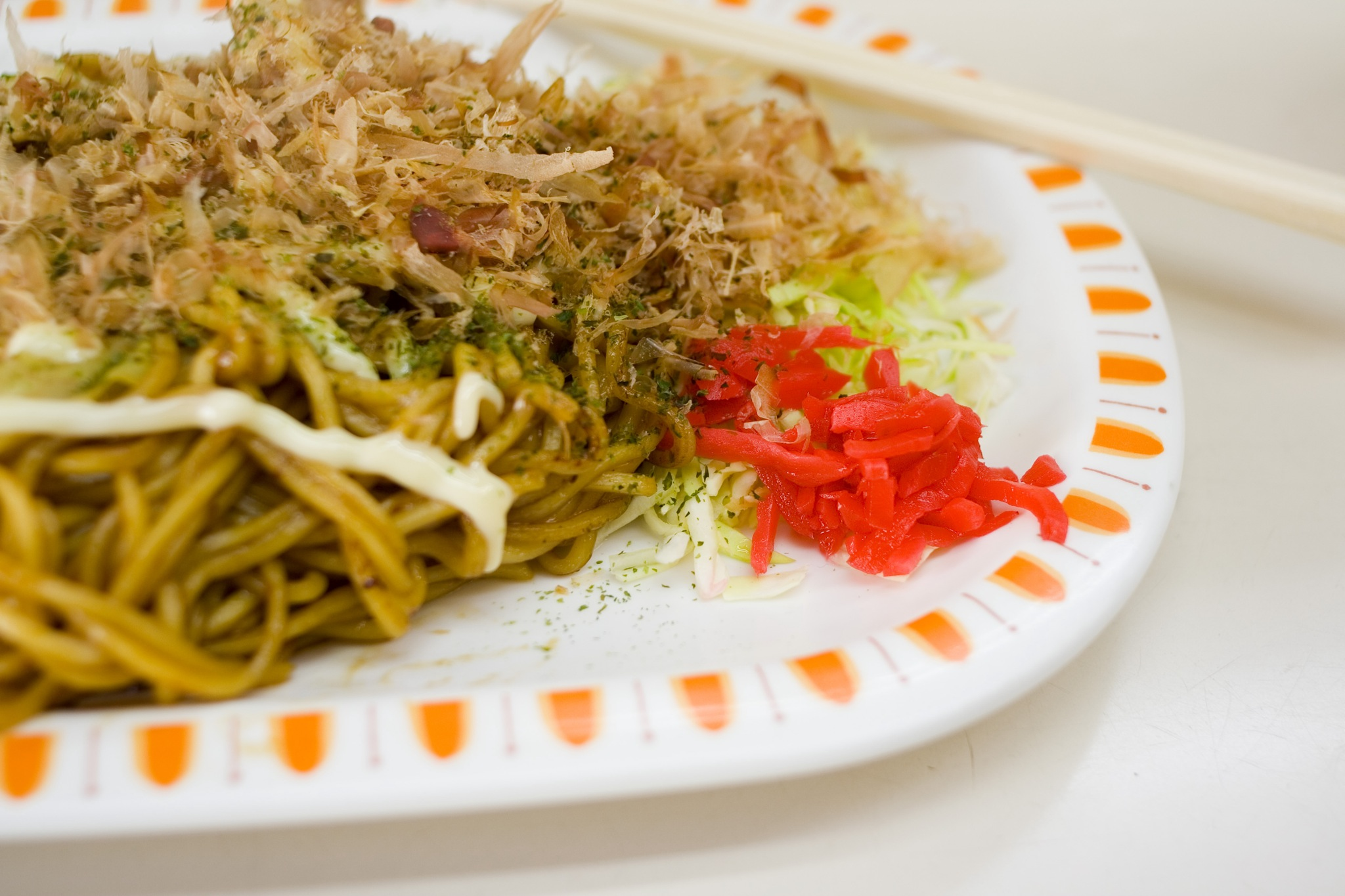
Yakisoba

Yakisoba în general se referă la sōsu yakisoba, aromat cu sos de yakisoba.
Se prepară prin prăjirea tăițeilor ca de ramen cu bucăți mici de porc, legume (de obicei varză, ceapă sau morcovi) și aromănd cu sos de yakisoba, sare și piper. Se servește cu o multitudine de garnituri, precum  aonori (pudră de alge), beni shoga (ghimbir murat ras), katsuobushi (chipsuri de pește), și maioneză japoneză.
Yakisoba este cel mai adesea servit pe un platou fie ca garnitură, fie ca fel principal. Un alt mod popular de a servi yakisoba în Japonia este prin a aranja tăițeii grămadă într-o bucată de pâine tăiată ca pentru hot dog și să adaugi maioneză și bucăți de ghimbir murat în vârf. Această variantă este denumită yakisoba-pan, pan însemnând pâine, și este ușor de găsit la matsuri (festivaluri japoneze) sau la conbini (magazine ABC).
Uneori tăițeii japonezi de udon sunt folosiți pentru a înlocui soba și mâncarea primește numele yakiudon. Această variațiune a fost pornită în Kitakyushu în Prefectura Fukuoka.

## Yakisoba instant
Yakisoba instant creat de compania japoneza Nissin, precum "UFO", este vândut in supermarketurile din Japonia și China și se prepară doar prin adăugarea de apă fiartă.
Compania de ramen Sapporo Ichiban a făcut o varietate de "yakisoba" instant care este compus din tăiței de ramen deshidratați, alge uscate și o pungă de arome care se aseamănă cu sosul de akisoba. Tăițeii sunt rehidratați ca ramenul obișnuit și apoi prăjiți cu pachețelul de aromă, varză tăiată japoneză, carne și se servește cu alge.
De asemenea, compania Nissin vinde yakisoba în Germania, numit "Yakisoba Deluxe".
Compoziția este similară cu ramenul instant de la Sapporo Ichiban.
"Yakisoba" instant UFO are o metodă unică de preparare. Se ridică folia care acoperă containerul pătrat și se extrag pachetele de aonori și de sos. După ce se adaugă apa clocotită peste tățeii, varza și carnea deshidratate și se lasă să stea, se ridică o altă parte a foliei, care are găuri, pe unde va curge apa și nimic altceva. Ceea ce rămâne este o aproximație destul de bună pentru adevăratul yakisoba printr-o metodă instant.

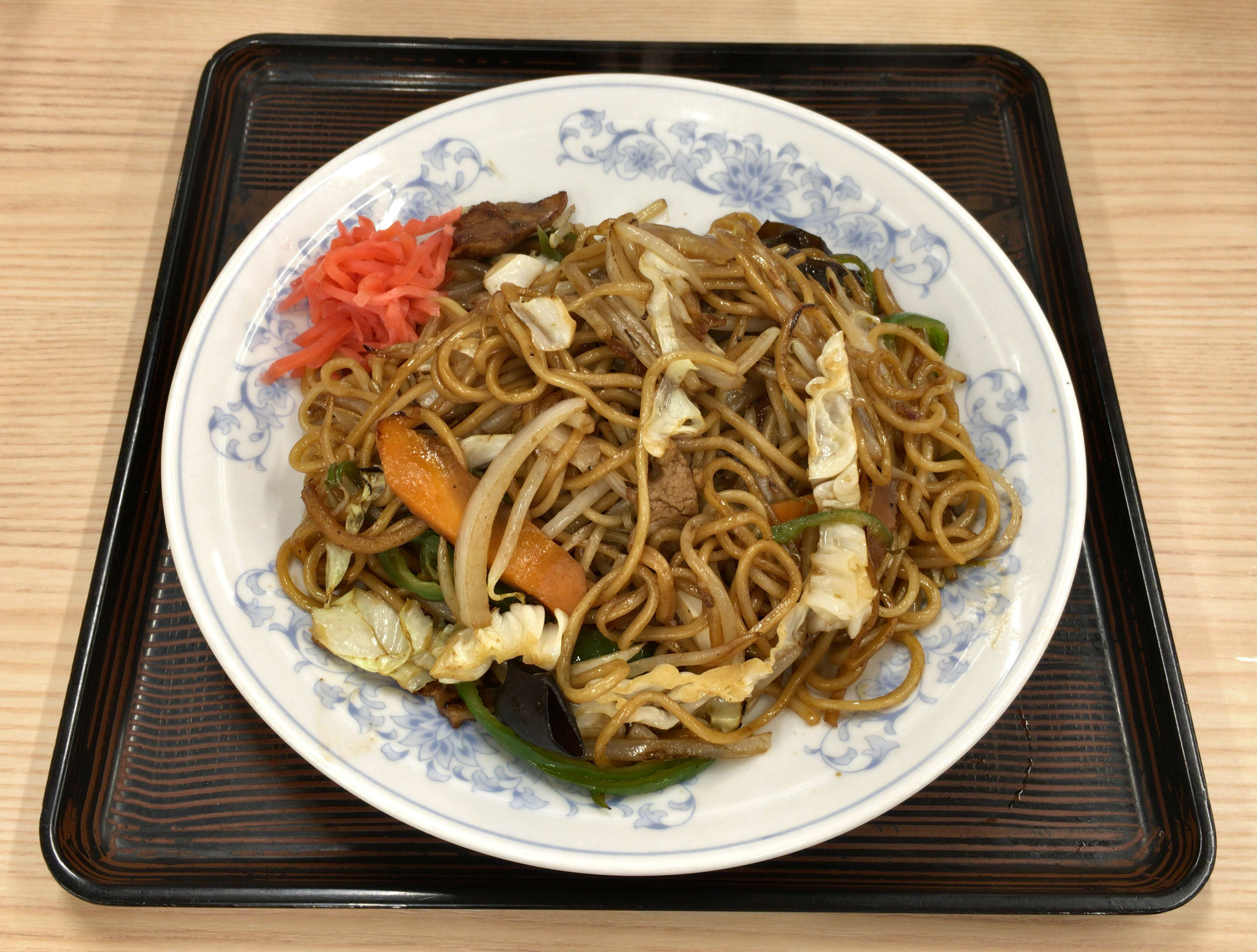
Yakisoba
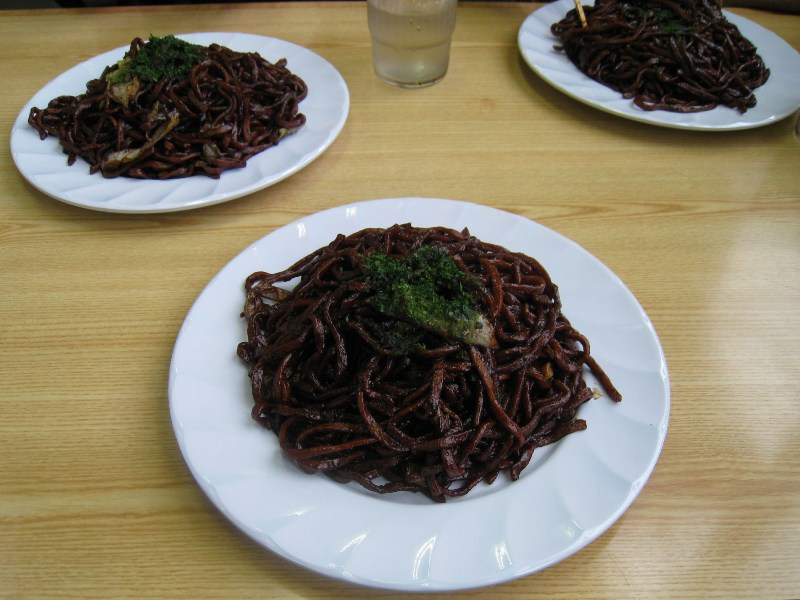
Ōta-yakisoba
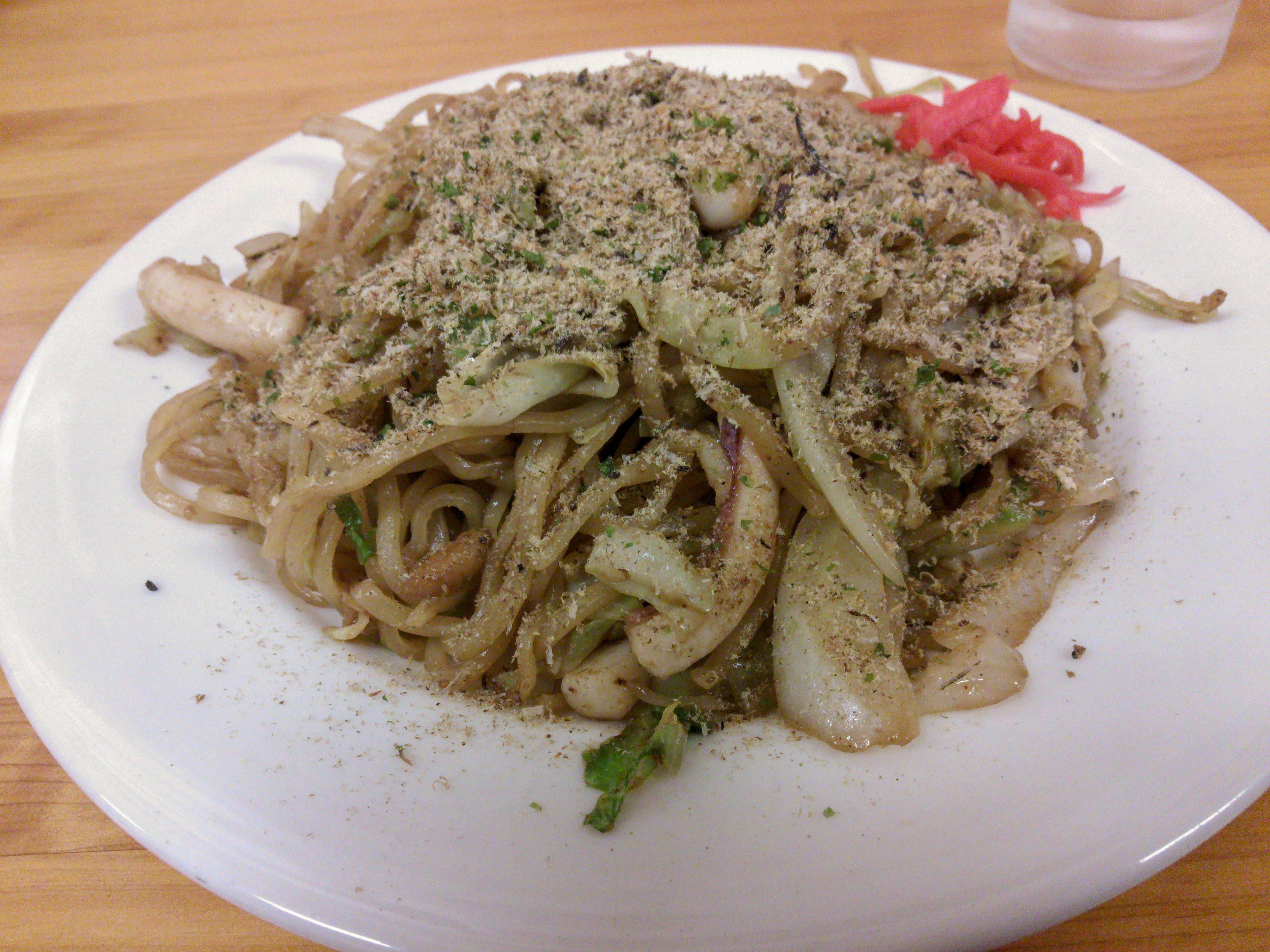
Fujinomiya-Yakisoba
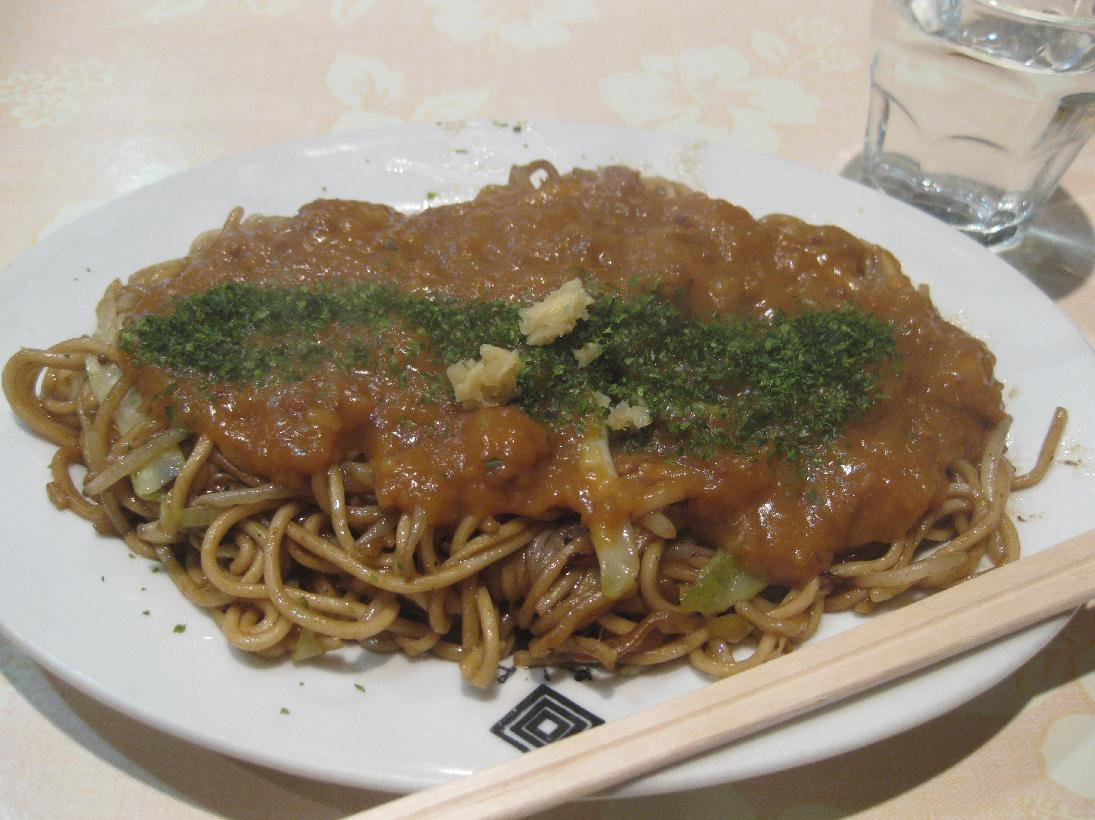
Italian-yakisoba (Shiga)
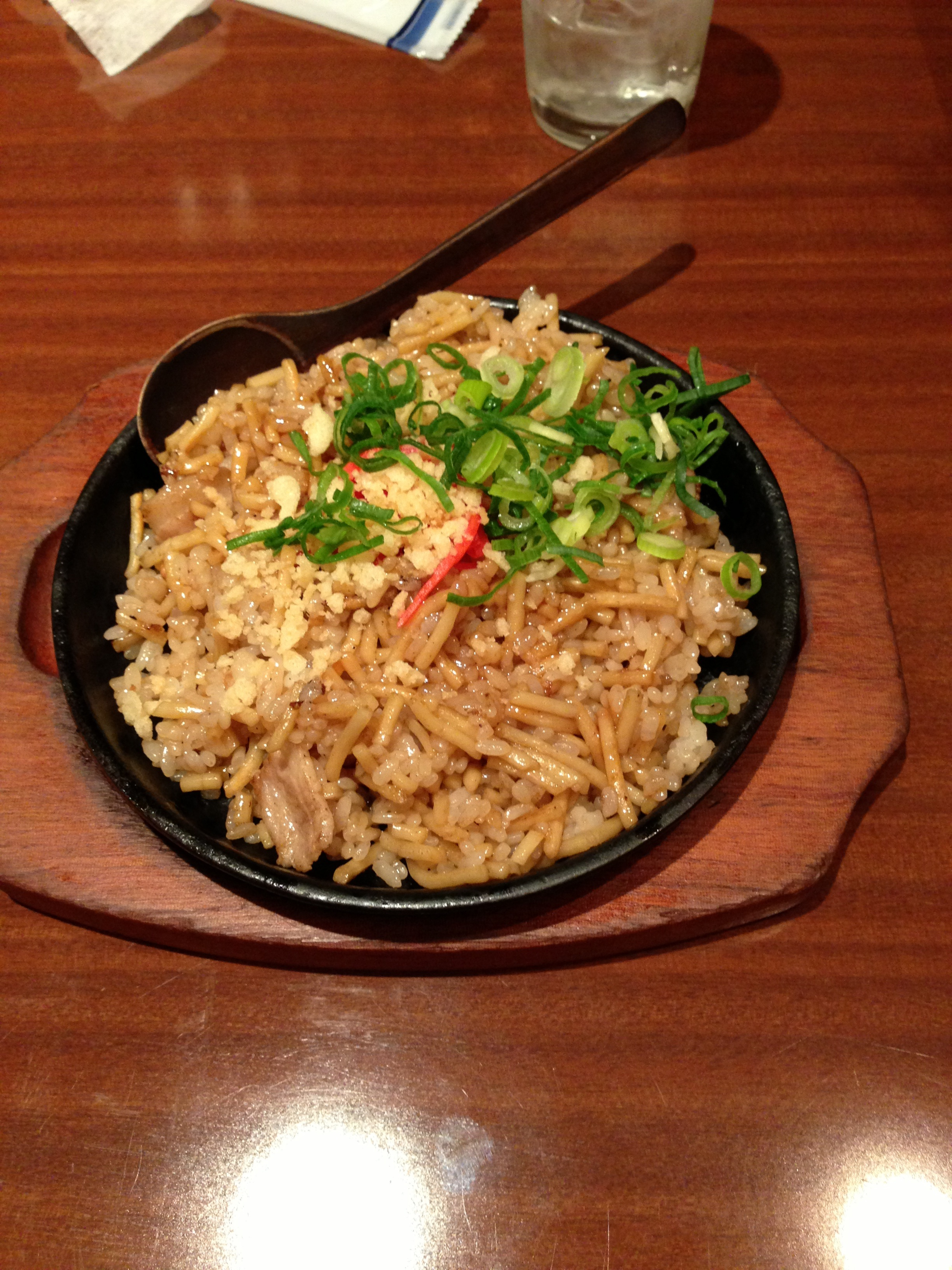
Sobameshi
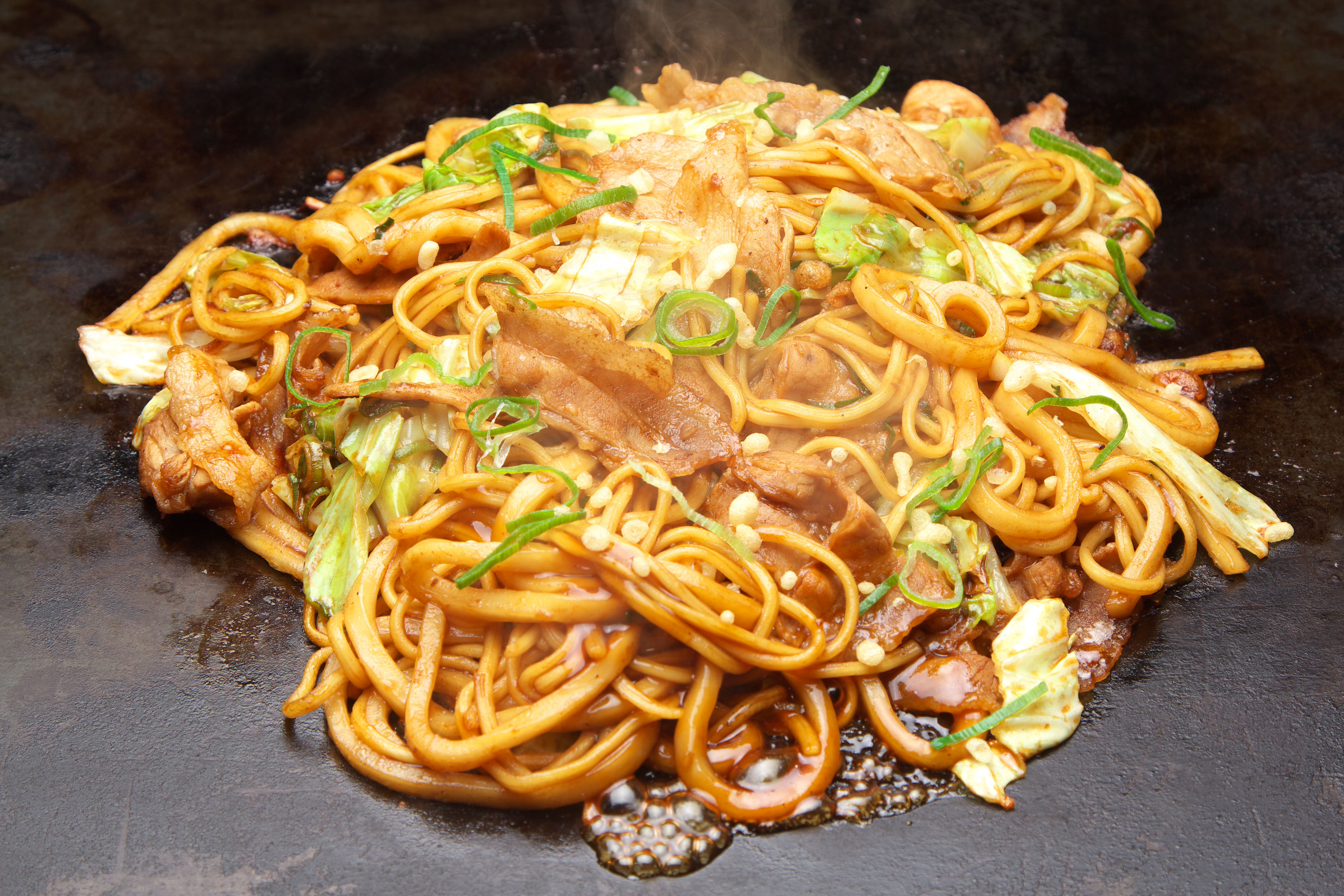
Himeji-chanpon yaki
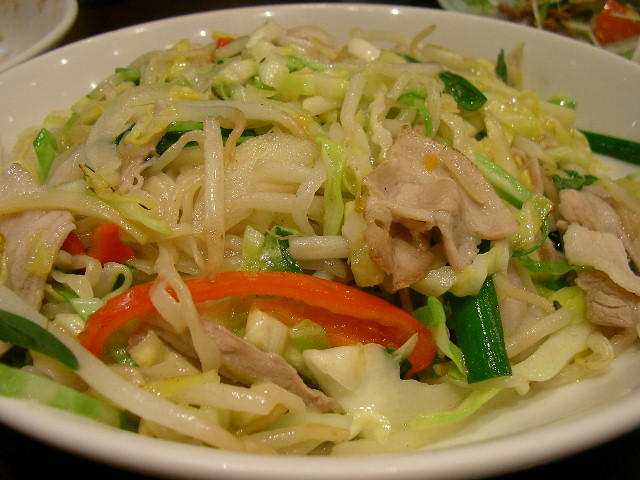
Shio yakisoba
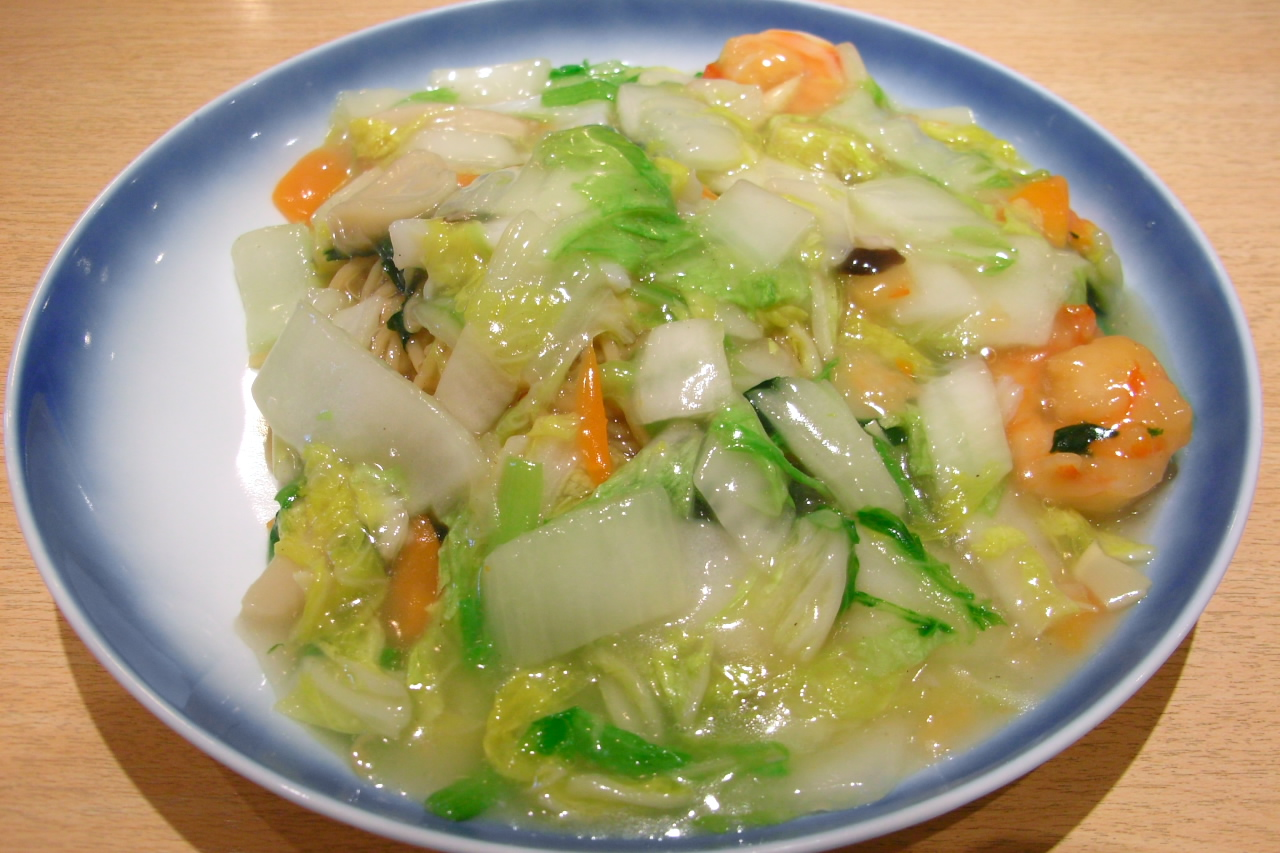
Ankake yakisoba
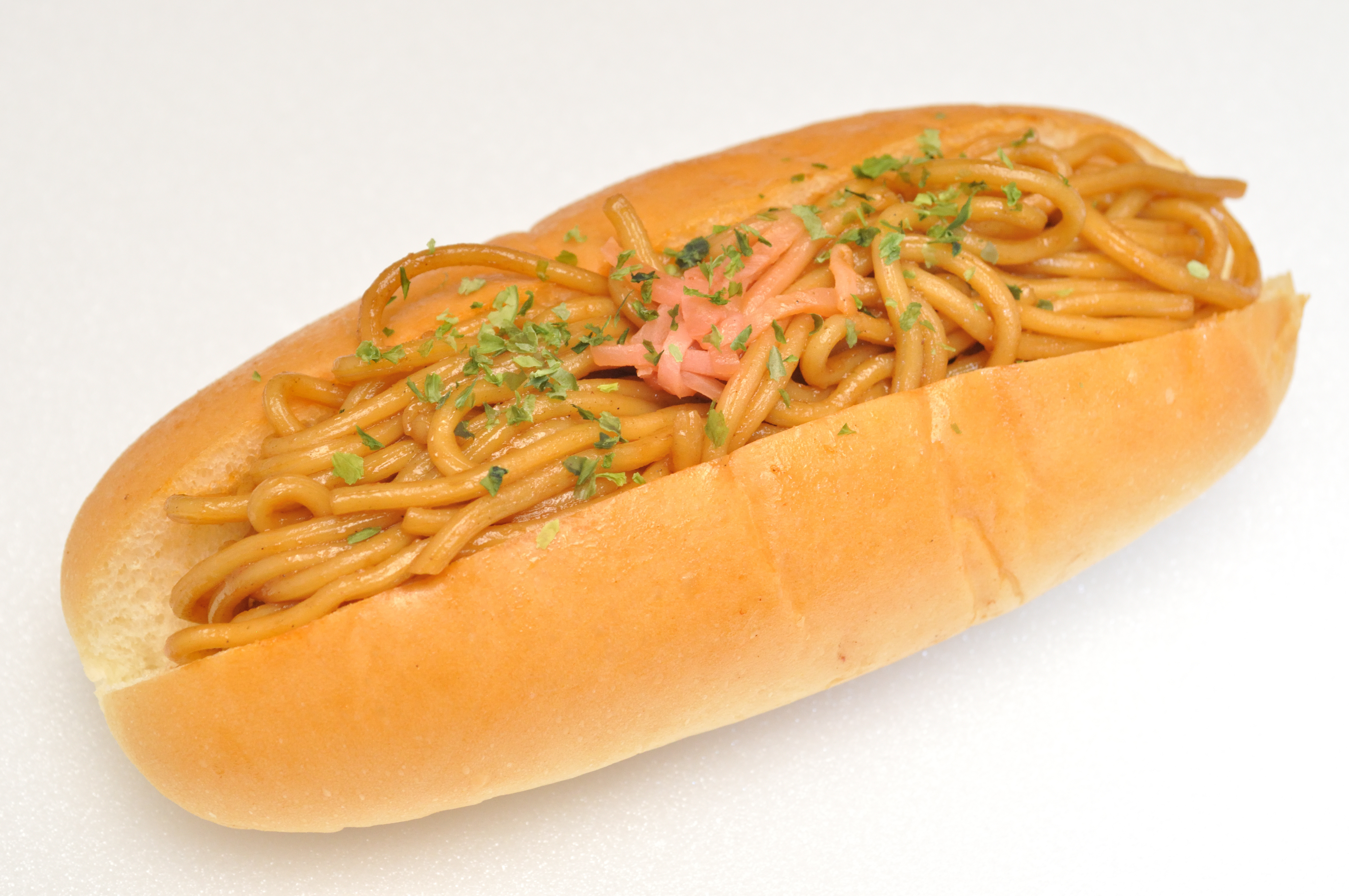
Yakisoba-pan